# Pachytyla
Pachytyla là một chi bướm đêm thuộc họ Geometridae.